# Плодова бира
Плодовата бира (на английски: Fruit beer) е бира с плодов вкус и аромат, при производството на която се използват натурални плодове (вишна, череша, френско грозде, къпина, малина, ягода, боровинка, ябълка, слива, портокал, лимон, грейпфрут, лайм, грозде, праскова, кайсия) или плодови сокове и екстракти. Плодовата бира напомня белгийските плодови ламбици, но това са различни стилове бира. Ако се използват натурални сокове, последваща филтрация не е необходима.

## Характеристика
Цветът, вкусът и ароматът на плодовата бира може да варира в зависимост от избрания базов тип пиво, като съдържа и характеристиките на избрания плод. За по-светлата плодова бира с плодове, които се отличават с характерен цвят, този цвят може да бъде и доминиращ в бирата и/или пяната, като се допуска и неголямо помътняване в зависимост от вложените ингредиенти.

## Търговски марки
Известни търговски марки са Cave Creek Chili Beer, Buffalo Bill's Pumpkin Ale, Stoney Creek Vanilla Porter, Redhook Double Black Stout, Young's Double Chocolate Stout, Traquair Jacobite Ale, Bell's Java Stout, Bell's Harry Magill's Spiced Stout, Left Hand JuJu Ginger Beer, BluCreek Herbal Ale, Dogfish Head Chicory Stout, Fraoch Heather Ale, Dogfish Head Punkin Ale, Dogfish Head Midas Touch, Christian Moerlein Honey Almond, Rogue Chocolate Porter, Mexicali Rogue, Rogue Hazelnut Nectar, Rogue Chocolate Stout.

## Плодова бира в България
Първата плодова бира в България е „Belgian Style“ – „Ябълка светло пиво“, пусната на пазара през 1990-те години от пивоварна „Леденика България 1964 ЕООД“ – гр. Мездра.
В последните няколко години почти всички български пивоварни предлагат плодови бири.
„Загорка“ АД, гр. Стара Загора представя на пазара „Загорка Резерва“ – тъмна сезонна бира с екстракт от боровинка, с екстрактно съдържание 14.5° P и алкохолно съдържание 6,0 % об. и „Загорка Фюжън“ – светла сезонна плодова бира с алкохолно съдържание 2 % об. със сок от бяло грозде.
„Каменица“ АД прави „Каменица Фреш Лимон“ и „Каменица Фреш Грейпфрут“ – светли сезонни плодови бири с алкохолно съдържание 2,0 % об.
„Карлсберг България“ АД прави „Шуменско Twist“ – сезонни плодови бирени миксове в три версии – с лимон, горчив портокал и розов грейпфрут, с алкохолно съдържание 2 % об.